# 19331 Stefanovitale
19331 Stefanovitale este o planetă minoră (asteroid), cu un diametru de 2,684 km, din centura de asteroizi. A fost descoperită pe 4 decembrie 1996 la stazione osservativa di Asiago Cima Ekar⁠(d) de Maura Tombelli⁠(d). 
Obiectul prezintă o orbită caracterizată de o semiaxă mare de 2,5403198 UAi, o excentricitate de 0,18, o înclinație de 9,09595 ° în raport cu ecliptica.